# Martyrion

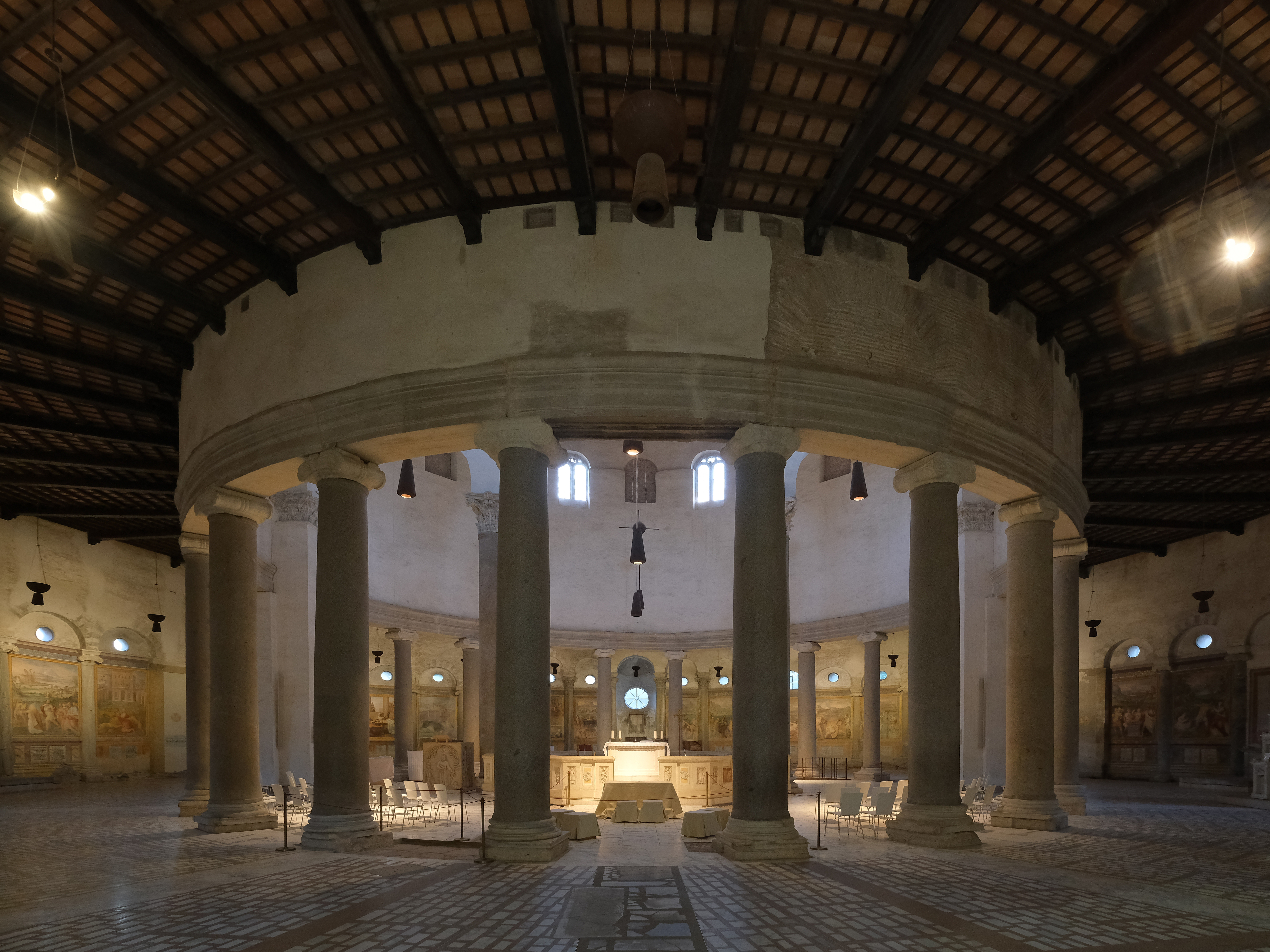
Interno di Santo Stefano Rotondo a Roma (V secolo)

Il martyrion (greco antico) o martyrium (latino) è una chiesa tipica dell'architettura paleocristiana e bizantina, costruita sulla tomba di un martire o sul luogo in cui era avvenuta la sua morte e dedicata al suo culto. Diffusasi a partire dal IV secolo, poteva consistere in una semplice edicola o in una basilica, detta basilica martiriale (in questo caso la tomba era posizionata sotto la parte presbiterale), e spesso comprendeva altre sepolture.
Prende lo stesso nome una particolare tipologia di cella memoriae, gli edifici funerari tipici dell'epoca paleocristiana.
In genere era un edificio a cupola, a pianta centrale e/o a croce greca.

## Esempi
Esempi di martyria in Roma:
- San Pietro sulla via Cornelia
- San Paolo sulla via Ostiense
- San Lorenzo sulla via Tiburtina
- Sant'Agnese sulla via Nomentana
- Santi Marcellino e Pietro sulla via Labicana
- (probabilmente) la basilica Apostolorum (oggi San Sebastiano) sulla via Appia.